# Абд ал-Кадир Бадауни
Абд ал-Кадир Бадауни (фарси عبدالقادر بدائونی) (1605—1541) — мусульманский религиозный деятель, историк и переводчик.

## Биография
Родился в городе Бадаун.
Вырос в городе Басаваре. 
Учился в городах Самбале и Агре.
В 1562 году переехал в родной Бадаун, а затем переехал в город Патиалу, чтобы поступить на службу к принцу Хусейн-хану.
Император Великих Моголов Акбар I Великий назначил Бадауни на религиозную должность при императорском дворе, где он провёл большую часть своей жизни.
Самым известным сочинением Бадауни является Мунтахаб ат-Таварих.